# Уийайп
Уѝйайп (на английски: Weippe, буквени символи за произношение  Архив на оригинала от 2018-12-26 в Wayback Machine.) е град в окръг Клиъруотър, щата Айдахо, САЩ. Уийайп е с население от 416 жители (2000) и обща площ от 1,1 km². Намира се на 919 m надморска височина. ЗИП кодът му е 83553, а телефонният му код е 208.